# Allianz Trade
Allianz Trade (anciennement Euler Hermes) est une filiale du groupe Allianz, délivrant aux entreprises de l'assurance-crédit, du recouvrement de créances, des cautions et garanties et de l'assurance-fraude.

## Historique
En 1893, l'assureur-crédit ACI est créé aux Etats-Unis. Hermes est ensuite créé en 1917 en Allemagne, suivi par Trade Indemnity en 1918 au Royaume-Uni. En 1927, la SFAC est créée en France et SIAC apparait en Italie. Enfin, en 1929, COBAC est créé en Belgique.
C'est en 1993 que la SFAC commence à acquérir différents leaders locaux du marché de l'assurance-crédit, avec le rachat de COBAC. La SFAC rachète ensuite Trade Indemnity en 1996, puis ACI et SIAC en 1998,. Cette même année, Allianz rachète AGF, actionnaire de la SFAC. En 1998 toujours, la SFAC devient Euler-SFAC.
Dès l'année 2000, Euler-SFAC est coté à la Bourse de Paris. Deux ans plus tard, en 2002, Euler-SFAC rachète Hermes, le leader allemand de l'assurance-crédit. Ainsi, en 2003, le Groupe Euler-SFAC et toutes ses filiales deviennent Euler Hermes.
Entre 2004 et 2009, le groupe s’implante en Amérique Latine, en Asie Pacifique et au Moyen-Orient (Émirats Arabes Unis, Koweït, Sultanat d’Oman et Qatar). En 2007, Euler Hermes augmente sa participation dans COSEC, leader portugais de l'assurance-crédit, à hauteur de 50%. En 2013, Solunion, une coentreprise entre Euler Hermes et la MAPFRE, est créée en Espagne et en Amérique Latine. La même année, Euler Hermes augmente sa participation dans ICIC, spécialiste israélien de l’assurance-crédit, à 50 %.
En novembre 2017, Allianz annonce acquérir les participations qu'il ne détient pas dans Euler Hermes pour 1,85 milliard d'euros, après avoir acquis peu de temps avant une participation de 11 % dans Euler Hermes, qui a fait monter sa participation à 74,3 %.
Le 28 mars 2022, Euler Hermes change de nom et devient Allianz Trade.

## Activités
L'entreprise commercialise des services d'assurance-crédit (protection des entreprises contre le risque d'impayés dans le cadre de leurs relations commerciales), d'assurance contre la fraude, de recouvrement de créances, de caution et garanties.[réf. souhaitée]